# Condado de Wabaunsee
El condado de Wabaunsee (en inglés: Wabaunsee County), fundado en 1859, es uno de 105 condados del estado estadounidense de Kansas. En el año 2020, el condado tenía una población de 6,877 habitantes y una densidad poblacional de 3.4 personas por km². La sede del condado es Alma. El condado recibe su nombre en honor a la palabra de la tribu Potawatomi <<Wah-bon-seh>> que significa "día a poco". El condado forma parte del área metropolitana de Topeka.

## Geografía
Según la Oficina del Censo, el condado tiene un área total de 2071 km² (799,6 mi²), de la cual 2065 km² (797,3 mi²) es tierra y 6 km² (2,3 mi²) (0.30%) es agua.

### Condados adyacentes
- Condado de Pottawatomie (norte)
- Condado de Shawnee (este)
- Condado de Osage (sureste)
- Condado de Lyon (sur)
- Condado de Morris (suroeste)
- Condado de Geary (oeste)
- Condado de Riley (noroeste)

## Demografía
Según la Oficina del Censo en 2000, los ingresos medios por hogar en el condado eran de $41,710, y los ingresos medios por familia eran $47,500. Los hombres tenían unos ingresos medios de $31,629 frente a los $23,148 para las mujeres. La renta per cápita para el condado era de $17,704. Alrededor del 7.30% de la población estaban por debajo del umbral de pobreza.

## Localidades
Población estimada en 2004;
- St. Marys
- Alma, 768 (sede)
- Eskridge, 579
- Maple Hill, 491
- Alta Vista, 431
- McFarland, 268
- Harveyville, 256
- Paxico, 215
- Willard, 84

### Área no incorporada
- Wabaunsee

## Municipios
El condado de Wabaunsee está dividido entre 13 municipios. Ninguna de las ciudades del condado son consideradas independientes a nivel de gobierno, y todos los datos de población para el censo e las ciudades son incluidas en el municipio.

## Educación

### Distritos escolares
- Mill Creek Valley USD 329
- Wabaunsee East USD 330